# Tyto
Tyto este un gen care include toate bufnițele de hambar (familia Tytonidae), cu excepția celor din subfamilia Phodilinae. Ele au pene mai întunecate în spate decât în față, având în general o culoare maroniu-oranj. Cele din față par a fi o versiune mai deschisă a celor din spate. Bufnițele Tyto au o față divizată, în formă de inimă și nu au smocuri în urechi (în timp ce cele din genul Phodilus au). Numele tyto (τυτο) este onomatopeea grecească pentru bufniță.

## Sistematic
Specii care trăiesc și care au dispărut recent :
- T. tenebricosa
- T. multipunctata
- Bufnița australiană mascată, T. novaehollandiae
  - T. novaehollandiae troughtoni - incert, probabil disparută (anii 60)
- T. aurantia
- T. sororcula
  - T. (sororcula) cayelii - probabil disparută
- T. manusi
- T. nigrobrunnea
- T. inexspectata
- T. rosenbergii
  - T. rosenbergii pelengensis - probabil disparută (mijlocul secolului 20)
- Bufnița de hambar - T. alba 
  - T. (alba) delicatula
  - Tyto (alba) deroepstorffi
- T. glaucops
- T. soumagnei
- T. capensis
- T. longimembris

## Dispariții de la începutul preistoriei
- Tyto sanctialbani (Matur-Târziu Miocen)
- Tyto robusta (Miocen Târziu/Pliocen Timpuriu în Italia)
  - Tyto (robusta) gigantea'' (Miocen Târziu/ Pliocen Timpuriu în Italia)
- Tyto balearica (Miocen Târziu - Pleistocen Matur)
- Tyto mourerchauvireae (Pleistocen Matur în Sicilia)
- Tyto jinniushanensis (Pleistocen în Jing Niu Shan, China)
- Tyto sp. 1
- Tyto sp. 2